# 김두삼 (작가)
김두삼은 대한민국의 시나리오 작가이자 배우이다. 1976년 MBC 탤런트 8기로 데뷔하였다.

## 출연작

### 드라마
- 1979년 최후의 증인 (MBC)
- 1980년 전원일기 (MBC)
- 1991년 여명의눈동자 (MBC) : 조선인마루타 역
- 1993년 제3공화국 (MBC) : 김형일 역
- 2002년 ~ 2003년 야인시대 (SBS) : 이현상, 경찰서 수사관 (105회, 112회) 역 (야인시대 2부 출연)

### 각본
- 2005년 그린 로즈 (SBS 드라마) : 극본
- 2008년 물병자리 (SBS 드라마) : 극본
- 1987년 토요일은 밤이 없다  (영화) : 각본
- 1988년 지금은 양지  (영화) : 각본

## 수상
- 1987년 서울신문 신춘문예 희곡부문 입상
- 1986년 서울신문 신춘문예 가작

## 출신 학교
- 서울예술대학 연극과